# Riera del Vilar
La Riera del Vilar és un afluent del Daró per la seva dreta.

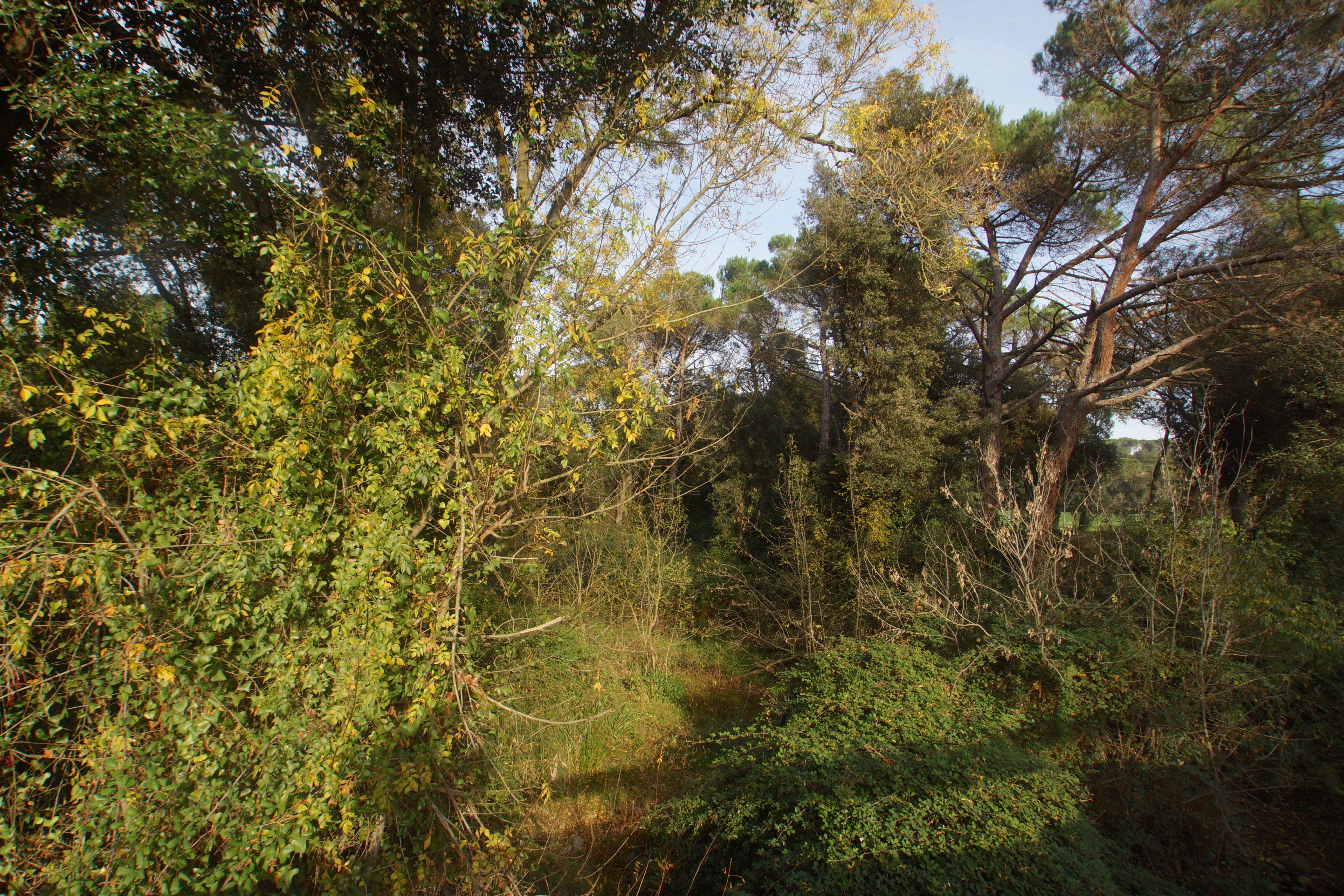
Bosc de ribera prop del Pont del Vilar a la frontera entre La Bisbal, Cruïlles i Sant Sadurní de l'Heura

Neix al vessants nord-orientals de Les Gavarres, al vessant nord del Puig de la Bateria. El seu curs alt queda encaixonat entre la Serra dels Perduts, que ressegueix el seu curs paral·lelament en direcció sud-est / nord-oest; i el coll de la Ganga i el Puig de la Bateria. En bona part del seu recorregut fa de termenal entre els municipis de la Bisbal i Cruïlles, Monells i Sant Sadurní de l'Heura, terme des d'on davallen múltiples torrenteres que hi desguassen en sentit general sud-est/nord-oest. Desaigua al Daró poc abans d'arribar a la ciutat de la Bisbal. Així mateix el seu curs fou aprofitat per construir-hi la carretera de la Ganga (Gi-660 o C-586) que uneix la Bisbal i Calonge a través de les Gavarres. El curs d'aigua ha sofert alguns episodis de crescudes que han revestit un cert perill per a les activitats humanes.

## Afluents
- Riera de la Marqueta
- Riera de Sant Pol
- Torrent del Forn de Vidre
  - Torrent de Can Bancells
- Torrent de la Rovira